# Smilax hayatae
Smilax hayatae är en enhjärtbladig växtart som beskrevs av Tetsuo Michael Koyama. Smilax hayatae ingår i släktet Smilax och familjen Smilacaceae. Inga underarter finns listade.